# German Darts Championship
| German Darts Championship | German Darts Championship              |
| ------------------------- | -------------------------------------- |
| Sportart                  | Darts                                  |
| Organisator               | PDC                                    |
| Turnierart                | Ranglistenturnier                      |
| Austragungsort            | Halle39, Hildesheim                    |
| Austragungszeitraum       | wechselnd                              |
| Rekordsieger              | Phil Taylor Michael van Gerwen (je 3×) |
| amtierender Sieger        | Peter Wright                           |
| Letzte Austragung         | German Darts Championship 2024         |
| Nächste Austragung        | German Darts Championship 2025         |

Die German Darts Championship ist ein Ranglistenturnier im Dartsport, welches von der PDC veranstaltet wird. Es ist ein Event der European Darts Tour, welche im Rahmen der PDC Pro Tour durchgeführt wird. Austragungsort ist seit 2013 die Halle39 in Hildesheim. Von 2007 bis 2009 fand das Turnier in Halle (Westf.) statt, 2012 in Berlin.
Der amtierende Sieger ist der Schotte Peter Wright.

## Format
Das Turnier wird im K.-o.-System gespielt. Spielmodus ist seit 2018 in den ersten drei best of 11 legs, im Halbfinale best of 13 legs und im Finale best of 15 legs.
Jedes leg wird im double-out-Modus gespielt.

## Preisgeld
Pro Turnier werden seit 2023 insgesamt £ 175.000 an Preisgeldern ausgeschüttet, £ 25.000 mehr als auf der European Darts Tour 2022.
Das Preisgeld verteilt sich unter den Teilnehmern wie folgt:
| Position (Anzahl der Spieler) | Position (Anzahl der Spieler) | Preisgeld |
| ----------------------------- | ----------------------------- | --------- |
| Gewinner                      | (1)                           | £ 30.000  |
| Finalist                      | (1)                           | £ 12.000  |
| Halbfinalisten                | (2)                           | £ 8.500   |
| Viertelfinalisten             | (4)                           | £ 6.000   |
| Achtelfinalisten              | (8)                           | £ 4.000   |
| Verlierer der 2. Runde        | (16)                          | £ 2.500   |
| Verlierer der Vorrunde        | (16)                          | £ 1.250   |
|                               |                               |           |
|                               |                               | £ 175.000 |

## Finalergebnisse

### 2007 bis 2009
| Jahr | Austragungsort            | Sieger      | Ergebnis | Finalist    | Preisgeld  | Preisgeld |
| Jahr | Austragungsort            | Sieger      | Ergebnis | Finalist    | Gesamt     | Sieger    |
| ---- | ------------------------- | ----------- | -------- | ----------- | ---------- | --------- |
| 2007 | Gerry Weber Center, Halle | Phil Taylor | 4 : 1    | Denis Ovens | 0100.200 € | 025.000 € |
| 2008 | Gerry Weber Center, Halle | Co Stompé   | 4 : 2    | Phil Taylor | 0100.200 € | 025.000 € |
| 2009 | Gerry Weber Center, Halle | Phil Taylor | 11 : 4   | Mervyn King | 0100.200 € | 025.000 € |

### Als Teil der European Darts Tour
| Jahr | Austragungsort      | Sieger             | Ergebnis          | Finalist           | Preisgeld         | Preisgeld         |
| Jahr | Austragungsort      | Sieger             | Ergebnis          | Finalist           | Gesamt            | Sieger            |
| ---- | ------------------- | ------------------ | ----------------- | ------------------ | ----------------- | ----------------- |
| 2012 | Tempodrom, Berlin   | Phil Taylor        | 6 : 2             | Dave Chisnall      | 0£ 82.100         | 0£ 15.000         |
| 2013 | Halle39, Hildesheim | Dave Chisnall      | 6 : 2             | Peter Wright       | 0£ 100.000        | 0£ 20.000         |
| 2014 | Halle39, Hildesheim | Gary Anderson      | 6 : 5             | Justin Pipe        | 0£ 100.000        | 0£ 20.000         |
| 2015 | Halle39, Hildesheim | Michael van Gerwen | 6 : 2             | Gary Anderson      | 0£ 115.000        | 0£ 25.000         |
| 2016 | Halle39, Hildesheim | Alan Norris        | 6 : 5             | Jelle Klaasen      | 0£ 115.000        | 0£ 25.000         |
| 2017 | Halle39, Hildesheim | Peter Wright       | 6 : 3             | Michael van Gerwen | 0£ 135.000        | 0£ 25.000         |
| 2018 | Halle39, Hildesheim | Michael van Gerwen | 8 : 6             | James Wilson       | 0£ 135.000        | 0£ 25.000         |
| 2019 | Halle39, Hildesheim | Daryl Gurney       | 8 : 6             | Ricky Evans        | 0£ 140.000        | 0£ 25.000         |
| 2020 | Halle39, Hildesheim | Devon Petersen     | 8 : 3             | Jonny Clayton      | 0£ 140.000        | 0£ 25.000         |
| 2021 | nicht ausgetragen   | nicht ausgetragen  | nicht ausgetragen | nicht ausgetragen  | nicht ausgetragen | nicht ausgetragen |
| 2022 | Halle39, Hildesheim | Michael van Gerwen | 8 : 5             | Rob Cross          | 0£ 140.000        | 0£ 25.000         |
| 2023 | Halle39, Hildesheim | Ricardo Pietreczko | 8 : 4             | Peter Wright       | 0£ 175.000        | 0£ 30.000         |
| 2024 | Halle39, Hildesheim | Peter Wright       | 8 : 5             | Luke Littler       | 0£ 175.000        | 0£ 30.000         |
| 2025 | Halle39, Hildesheim |                    | :                 |                    | 0£ 175.000        | 0£ 30.000         |

## Höchste Averages
Die Tabelle nennt die zehn höchsten Averages in der Turniergeschichte.
| # | Spieler            | Jahr | Runde        | Average | Ergebnis |
| - | ------------------ | ---- | ------------ | ------- | -------- |
| 1 | Dave Chisnall      | 2018 | 2. Runde     | 118,66  | Sieg     |
| 2 | Michael van Gerwen | 2015 | Finale       | 117,94  | Sieg     |
| 3 | Peter Wright       | 2016 | 2. Runde     | 113,77  | Sieg     |
| 4 | Michael van Gerwen | 2018 | Halbfinale   | 111,93  | Sieg     |
| 5 | Michael van Gerwen | 2017 | 2. Runde     | 111,51  | Sieg     |
| 6 | Luke Humphries     | 2023 | Achtelfinale | 111,33  | Sieg     |
| 7 | Chris Dobey        | 2024 | 2. Runde     | 110,64  | Sieg     |
| 8 | Michael van Gerwen | 2013 | 2. Runde     | 109,98  | Sieg     |
| 8 | Steve West         | 2016 | 1. Runde     | 109,98  | Sieg     |
| 8 | Michael van Gerwen | 2018 | 2. Runde     | 109,98  | Sieg     |